# Kalinino (Azerbaïdjan)
Kalinino est un village de Göygöl en Azerbaïdjan. Il porte le nom de Mikhail Kalinin, un révolutionnaire soviétique et membre du Politburo du Parti communiste de l'Union soviétique.